# Oligonychus andropogonearum
Oligonychus andropogonearum är en spindeldjursart som beskrevs av Gutierrez 1969. Oligonychus andropogonearum ingår i släktet Oligonychus och familjen Tetranychidae. Inga underarter finns listade i Catalogue of Life.